# James Ward (tenista)
James Ward (Londres, Inglaterra, Reino Unido, 9 de febrero de 1987) es un tenista británico profesional desde el 2006. Se destaca por desenvolverse muy bien en hierba y por ser integrante del Equipo de Copa Davis de Gran Bretaña y por haber encontrado su mejor nivel ya con 28 años.

## Carrera
Su mejor participación en un torneo profesional ATP, ha sido llegar a los cuartos de final del Torneo de Eastbourne 2010 y llegar a las semimifinales del Torneo de Queen's Club 2011, ambos tras una invitación.
Su ranking individual más alto logrado fue el nº 89 alcanzado el 13 de mayo de 2015. Mientras que en dobles logró la posición nº 233 el 29 de agosto de 2011.
Ha logrado hasta el momento 5 títulos de la categoría ATP Challenger Series, tres de ellos en la modalidad de individuales y dos en dobles.
Entrenó durante un tiempo en Equelite JC Ferrero Sport Academy. 

### Copa Davis
Desde el año 2010 es participante del Equipo de Copa Davis del Reino Unido. Tiene en esta competición un récord total de partidos ganados/perdidos de 9/7 (9/7 en individuales y 0/0 en dobles).

### 2008
En el mes de agosto, ganó su primer título en la categoría ATP Challenger Series. En India ganó el dobles del Challenger de Nueva Delhi junto a su compatriota Joshua Goodall como pareja. Derrotaron en la final a los japoneses Tasuku Iwami e Hiroki Kondo por 6-4, 6-1.

### 2009
En mayo, bajo el número 271 se convirtió en el primer británico desde Tim Henman en 1995 en ganar un torneo ATP Challenger Tour en arcilla, venció al australiano Carsten Ball por  7-6(4) 4-6 6-3 en la final del Challenger de Sarasota. En junio, ganó su primer partido en el Torneo de Eastbourne sobre el n.º 88 Victor Crivoi por 6-1 6-3, antes de perder en segunda ronda ante el canadiense Frank Dancevic. Hizo su debut en un Grand Slam como invitado en Wimbledon, perdiendo ante el n.º 8 Fernando Verdasco 6-1 6-3 6-4 en la primera ronda. En agosto, intentó calificar para el US Open, pero cayó en la primera ronda (p. Levy).

### 2010
Ganó en tierras estadounidenses el Challenger de Savannah en la modalidad de dobles. Su compañero de turno fue Jamie Baker y vencieron en la final al dúo formado por el estadounidense Bobby Reynolds y el sudafricano Fritz Wolmarans por 6-3, 6-4.   Llegó por primera vez a los cuartos de final de un torneo ATP World Tour durante el Torneo de Eastbourne

### 2011
Entrando con una invitación otorgada por la organización ingresó al cuadro principal del Torneo de Queen's Club, derrotó en primera ronda a su compatriota Daniel Cox, en segunda ronda al suizo Stanislas Wawrinka, en tercera ronda al vigente campeón Sam Querrey, en cuartos de final al francés Adrian Mannarino llegando a su primera semifinal en el ATP World Tour. Cayó derrotado ante el francés Jo-Wilfried Tsonga.

## Títulos; 5 (3 + 2 )
| Leyenda                        | Individuales | Dobles |
| ------------------------------ | ------------ | ------ |
| Grand Slam (tenis)\|Grand Slam | 0            | 0      |
| ATP World Tour Finals          | 0            | 0      |
| ATP World Tour Masters 1000    | 0            | 0      |
| ATP World Tour 500 Series      | 0            | 0      |
| ATP World Tour 250 Series      | 0            | 0      |
| ATP Challenger Series          | 3            | 2      |

### Individuales
| N.º | Fecha      | Torneo                  | Superficie    | Oponentes en la final | Resultado        |
| --- | ---------- | ----------------------- | ------------- | --------------------- | ---------------- |
| 1.  | 11.05.2009 | Challenger de Sarasota  | Tierra batida | Carsten Ball          | 7-6(4), 4-6, 6-3 |
| 2.  | 0108.2011  | Challenger de Vancouver | Dura          | Robby Ginepri         | 7-5, 6-4         |
| 3.  | 28.07.2013 | Challenger de Lexington | Dura          | James Duckworth       | 4-6, 6-3, 6-4    |

### Dobles
| N.º | Fecha      | Torneo                    | Superficie    | Compañero      | Oponentes en la final          | Resultado |
| --- | ---------- | ------------------------- | ------------- | -------------- | ------------------------------ | --------- |
| 1.  | 04.08.2008 | Challenger de Nueva Delhi | Dura          | Joshua Goodall | Tasuku Iwami Hiroki Kondo      | 6-4, 6-1  |
| 2.  | 03.05.2010 | Challenger de Savannah    | Tierra batida | Jamie Baker    | Bobby Reynolds Fritz Wolmarans | 6-3, 6-4  |

### Clasificación en torneos de Grand Slam
| Campeonato       | 2009 | 2010 | 2011 | 2012 | 2013 | 2014 | 2015 | 2016 | G–P  |
| ---------------- | ---- | ---- | ---- | ---- | ---- | ---- | ---- | ---- | ---- |
| Australian Open  | Q1   | Q2   | Q1   | 1R   | Q3   | Q1   | 1R   |      | 0–2  |
| Roland Garros    | A    | Q1   | Q1   | Q1   | A    | 1R   | Q2   |      | 0–1  |
| Wimbledon        | 1R   | A    | 1R   | 2R   | 1R   | 1R   | 3R   |      | 3–6  |
| US Open          | Q1   | A    | Q1   | Q1   | Q3   | Q3   | 1R   |      | 0–1  |
| Ganados-Perdidos | 0–1  | 0–0  | 0–1  | 1–2  | 0–1  | 0–2  | 2-3  | 0–0  | 3–10 |